# Opération Haudegen
L' opération Haudegen est le nom de code d'une opération allemande de la Seconde Guerre mondiale dans le cadre de la guerre météorologique de l'Atlantique nord. Elle concerne l'implantation d'une station météorologique dans l'archipel du Svalbard.

## Contexte historique
Le but de l'Allemagne était d'implanter des stations météorologiques habitées au Groenland, dans l'archipel du Svalbard et dans celui de la Terre François-Joseph, afin de sécuriser les données météorologiques, vitales pour les opérations militaires, aussi bien dans l'Atlantique nord, que dans le nord-ouest de l'Europe. L'opération Haudegen concerne l'implantation d'une station météorologique sur l'île de Nordaustlandet, située dans l'archipel du Svalbard.

## Déroulement de la mission
En septembre 1944, le navire d'approvisionnement Carl J. Busch et le sous-marin U-307 transportent les hommes de l'opération Haudegen vers l'archipel du Svalbard. La station devient active le 9 septembre 1944 et le restera jusqu'au 4 septembre 1945. Ayant perdu le contact radio en mai 1945, les membres de la mission ne purent obtenir de l'aide qu'en août 1945, bien après la capitulation de mai 1945. Le 4 septembre 1945, les membres de la mission Haudegen se rendent au commandant d'un navire norvégien. Le chef de l’expédition, le géographe Wilhelm Dege, doit remettre symboliquement son arme au capitaine Albertsen, pour formaliser cette capitulation. Ces hommes furent donc les derniers soldats allemands à capituler à la fin de la Seconde Guerre mondiale.

## Bilan de la mission
L'opération militaire est une réussite ; le bilan, tactique et scientifique, est faible. 
Selon l'ancien opérateur radio Heinz Schneider, de Dresde, la Wehrmacht a oublié les onze soldats allemands de l'opération dans l'archipel du Spitzberg. Le petit détachement est toutefois resté fidèle à son poste, malgré des conditions de vie très difficiles, des températures particulièrement basses et la menace réelle des ours polaires.

## Autres stations météorologiques militaires en Arctique
L' Allemagne avait planifié d'autres opérations, pour implanter cinq autres stations météorologiques militaires au Groenland, dans l'archipel du Svalbard et dans l'archipel François-Joseph.
- Opération Bassgeiger (Groenland)
- Opération Edelweiß et opération Zugvogel (Groenland)
- Opération Holzauge (Groenland)
- Opération Knospe (Spitzberg)
- Station Schatzgräber (Spitzberg)

## Sources
- (en)Wilhelm Dege : War North Of 80: The Last German Arctic Weather Station Of World War II, 2004.
- (de)Ulli Kulke :Vergessen, verloren, verwirrt : article du Die Welt du 11 janvier 2005 (en ligne).
- (de)Eike Frenzel: Kriegsende in der Arktis, Die vergessenen Haudegen : article du Spiegel du 3 septembre 2010 (en ligne).